# Внутренние болезни
Вну́тренние боле́зни (терапия, внутренняя медицина) — область медицины, занимающаяся проблемами этиологии, патогенеза и клинических проявлений заболеваний внутренних органов, их диагностики, нехирургического лечения, профилактики и реабилитации. Термин «внутренние болезни» используется также в качестве обобщённого названия заболеваний внутренних органов. К сфере терапии относятся заболевания дыхательной системы (пульмонология), сердечно-сосудистой системы (кардиология), желудочно-кишечного тракта (гастроэнтерология), мочевыделительной системы (нефрология), соединительной ткани (ревматология) и др. Врачи, занимающиеся нехирургическим лечением внутренних болезней, называются терапевтами (интернистами) (от др.-греч. therapeutës, ухаживающий).

## Терапевтическая тактика
Для эффективного лечения требуется правильная диагностика, основанная на систематическом обследовании пациента, анализе анамнеза, жалоб и объективных признаков заболевания (выявляемых при физикальном обследовании — осмотре, пальпации, перкуссии, аускультации, а также с помощью рутинных лабораторно-инструментальных методов). Выявленные признаки (симптомы) заболевания терапевт объединяет в синдромы (совокупность симптомов, имеющих единый патогенез), на основании которых делает заключение о предполагаемом заболевании. В случае невозможности сделать однозначный вывод об имеющемся заболевании, проводится дифференциальная диагностика нескольких схожих заболеваний с выполнением дополнительных лабораторных и инструментальных исследований. В некоторых сложных для диагностики клинических случаях назначается пробное лечение, позволяющее поставить так называемый лат. diagnosis ex juvantibus (диагноз, основанный на оценке результатов проведённого лечения). После постановки диагноза терапевт назначает лечение. Применяются нелекарственные методы лечения (соблюдение режима труда и быта, питания), лекарственное и физиотерапевтическое лечение, санаторно-курортное лечение.

## Разделы терапии и её интегративная функция
В современной медицинской науке имеется тенденция к повышению уровня специализации и дроблению клинической медицины на узкоспециализированные (чаще по органному принципу) разделы. Разделами внутренних болезней являются:
- гастроэнтерология — заболевания желудочно-кишечного тракта
- пульмонология — заболевания лёгких
- гепатология — заболевания печени
- нефрология — заболевания почек
- кардиология — заболевания сердечно-сосудистой системы
- гематология — заболевания крови и кроветворных органов
- ревматология — заболевания соединительной ткани
- инфекционные заболевания — заболевания, вызываемые болезнетворными микроорганизмами
- эндокринология — заболевания эндокринной системы
- гериатрия — терапия пожилых пациентов
- спортивная медицина — патологические изменения, возникающие при занятиях спортом

Параллельно с дифференциацией научных знаний по внутренним болезням, возрастает роль этого раздела медицины в интеграции научных исследований с общетерапевтической подготовкой врача. Параллельность процессов дифференциации и интеграции научных знаний способствуют формированию тесных связей с рядом естественных и технических наук (биологией, физиологией, физикой, химией и т. д.), что позволяет внедрять в клиническую практику новейшие высокотехнологичные методы обследования пациентов (эндоскопию, мониторное наблюдение, компьютерную, позитронно-эмиссионную и магнитно-резонансную томографию и др.).

## Эмблемы терапии
На протяжении веков эмблемы терапии были разнообразны. Уже в средние века в её роли были цветы ландыша, которым лечили тогда сердечные заболевания. Кроме них её эмблемами служили уринарий, рука, ощупывающая пульс, петух, флорентийский младенец и пеликан (который впоследствии стал символом донорства).